# Роджер Евері
Роджер Евері (англ. Roger Avary; 1965) — американський сценарист, продюсер і кінорежисер. Лауреат премії «Оскар» у категорії найкращий оригінальний сценарій за сценарій фільму «Кримінальне чтиво».

## Біографія
Роджер Евері народився 23 серпня 1965 року в місті Флін-Флон, Канада, але виріс в штаті Аризона. На початку 1970-х сім'я Евері переїхала в штат Каліфорнію, де він поступив у школу Mira Costa. У 1979 році Евері почав працювати в одному з перших відеомагазинів у Південній Каліфорнії Video Out-Takes, власником якого був друг його отця Скотт Магилл. Один з ранніх фільмів Евері, знятих на плівку Super-8 mm, отримав приз LAFTA (The Los Angeles Film Teachers Association) в 1983 році.
У 1981 році співвласник Video Out-Takes Ланс Лоусон відкрив власний магазин Video Archives. Тут Евері познайомився Квентіном Тарантіно, з яким вони стали потоваришували. У 1985—1986 роках Евері вчився в коледжі Menlo в Каліфорнії, який послужив прототипом коледжу Кемден в його фільмі «Правила сексу». У 1985—1986 роках Евері проходив навчання в коледжі Art Center College of Design. У 1987 році він зробив подорож по Європі, враження від якого лягли в основу епізодів в «Правилах сексу» і «Убити Зої».
У 1994 році Евері з Тарантіно здобули «Оскар» за сценарій до фільму «Кримінальне чтиво».

## Фільмографія
| Рік  |    | Українська назва                      | Оригінальна назва         | Роль                                              |
| ---- | -- | ------------------------------------- | ------------------------- | ------------------------------------------------- |
| 1983 | кф | Повернення хробака                    | The Worm Turns            | режисер, сценарист, продюсер                      |
| 1987 | в  | Максимальний потенціал                | Maximum Potential         | помічник виробництва                              |
| 1987 | ф  | День народження мого найкращого друга | My Best Friend's Birthday | оператор                                          |
| 1992 | ф  | Скажені пси                           | Reservoir Dogs            | сценарист                                         |
| 1993 | ф  | Справжнє кохання                      | True Romance              | сценарист                                         |
| 1993 | ф  | Убити Зої                             | Killing Zoe               | режисер, сценарист                                |
| 1994 | ф  | Кримінальне чтиво                     | Pulp Fiction              | сценарист                                         |
| 1995 | ф  | Убивця, що плаче                      | Crying Freeman            | сценарист                                         |
| 1995 | тф | Містер Стітч                          | Mr. Stitch                | режисер, сценарист, виконавчий продюсер           |
| 1997 | тф | Разова робота                         | Odd Jobs                  | сценарист, продюсер                               |
| 1998 | ф  | РПМ                                   | RPM                       | сценарист                                         |
| 1998 | ф  | Бугі Бой                              | Boogie Boy                | виконавчий продюсер                               |
| 2000 | ф  | Пропащий                              | The Last Man              | виконавчий продюсер                               |
| 2002 | ф  | Правила сексу                         | The Rules of Attraction   | режисер, сценарист, виконавчий продюсер, монтажер |
| 2004 | ф  | Обрані                                | Glitterati                | режисер, сценарист, продюсер, оператор, монтажер  |
| 2005 | ф  | Не озираючись                         | Standing Still            | актор (Франклін Браунер)                          |
| 2006 | ф  | Сайлент Хілл                          | Silent Hill               | сценарист                                         |
| 2007 | ф  | Беовульф                              | Beowulf                   | сценарист, виконавчий продюсер                    |
| 2012 | с  | Тринадцятий                           | XIII: The Series          | сценарист, виконавчий продюсер                    |
| 2019 | ф  |                                       | Lucky Day                 | режисер, сценарист                                |